# 새벽의 약속
《새벽의 약속》(프랑스어: La Promesse de l'aube)은 2017년 12월에 개봉한 프랑스, 벨기에의 전기, 로맨스, 드라마 영화이다. 에리크 바르비에가 감독을, 에리크 바르비에와 마리 에나르가 각본을 맡았다. 폴란드에서는 2018년 7월 20일에, 스페인에서는 2018년 8월 24일에, 대한민국에서는 2018년 11월 22일에 개봉되었다.

## 줄거리
세계 3대 문학상 ‘공쿠르상’ 2회 수상, 프랑스를 대표하는 천재 작가의 숨겨진 이야기! 가난과 모멸 속에서도 아들의 성공을 위해 헌신하는 어머니 ‘니나 카체프’, 그녀의 희생에 보답하기 위해 치열하게 글을 쓰기 시작한 ‘로맹 가리’
폭격이 쏟아지는 2차 세계대전 속 단 하나의 약속을 지키기 위해 역사상 최고의 소설을 써 내려 가는데... 천재가 되고자 한 아들, 천재를 키워낸 여인 - 두 사람이 써내려 가는 위대한 역사가 시작된다!

## 출연진
- 샤를로트 갱스부르 - 니나 카체프 역
- 피에르 니네 - 로맹 가리 역
- 디디에 부르동 - 알렉스 역
- 캐서린 매코맥 - 레슬리 블랜치 역
- 장피에르 다루생 - 자렘바 역
- 피네간 올드필드 -  조연